# Shy-Drager-syndrom
Shy-Drager-syndromet er en fremadskridende nervesygdom, hvor nerveceller i det centrale nervesystem langsomt nedbrydes. Årsagen er ukendt og sygdommen er ikke arvelig.  
Symptomerne debuterer i 35-75 års alderen ved muskelstivhed, rysten, koordinationsforstyrrelser samt blodtryksfald, der viser sig som svimmelhed, træthed og flimren for øjnene. Efterhånden kommer der impotens, vandladningsforstyrrelser og taleforstyrrelser. Til slut er der risiko for vejrtrækningsstop. I gennemsnit varer sygdommen 5-7 år. Der er ingen specifik behandling.
| Sygdom | Spire Denne artikel om sygdom er en spire som bør udbygges. Du er velkommen til at hjælpe Wikipedia ved at udvide den. |